# Campo Stradale Stupinigi
Il Campo Stradale Stupinigi era uno stadio calcistico di Torino.
Sito in corso Stupinigi, fu inaugurato nel settembre 1913 e contava circa 1 500 posti a sedere. Ospitò le gare interne del Torino dal 1913 al 1925, anno in cui il club si trasferì al motovelodromo di Corso Casale.

## Incontri
La prima partita ufficiale disputata dai granata, all'interno dell'impianto, fu la terza giornata del campionato di Prima Categoria 1913-1914, conclusasi con la vittoria dei padroni di casa per 6-0 sulla Savonese.
| Arbitro: | Armano (Torino) |

|                                      |           |  |
| Morelli di Popolo Mosso I Arioni III | Marcatori |  |

L'ultimo incontro ufficiale disputato dalla squadra piemontese nello stadio di corso Stupinigi fu una vittoria per 3-1 ai danni del Pisa, in occasione della ventiduesima giornata del campionato di Prima Divisione 1924-1925.
| Arbitro: | Vagge (Genova) |

|                         |           |                   |
| Calvi 9’ Janni 16’, 64’ | Marcatori | 32’ (rig.) Sbrana |